# Otto Wallach
Otto Wallach, född 27 mars 1847 i Königsberg (nuvarande Kaliningrad), död 26 februari 1931 i Göttingen, var en tysk kemist och nobelpristagare.

## Biografi
Wallach studerade i Berlin och Göttingen, blev 1869 filosofie doktor, 1873 privatdocent och 1876 professor i kemi i Bonn. Åren 1889–1915 var han professor i kemi i Göttingen.
Stort inflytande på hans utbildning hade hans anställning som assistent hos August Kekulé i Bonn 1870 och 1872 samt vid anilinfabriken i Rummelsburg som numera är en del av Berlin. Wallach forskade inom åtskilliga områden av den organiska kemin, till exempel om kloral (1874), om amidiner (1875 och 1878), azofärgämnen (1882), oxaliner och glyoxaliner.
Efter 1884 utförde han synnerligen viktiga undersökningar inom terpenernas grupp, vilka 1909 sammanfattades i boken Terpene und Campher. Till denna grupp hör de viktigaste naturliga luktämnen, som förekommer hos blommorna och som kan avdestilleras från dessa i form av eteriska oljor. Wallach utredde dessa oljors kemi och skapade på detta sätt de vetenskapliga grunderna för konstgjord framställning av dessa ämnen.
Flera fabriker har grundats på dessa förutsättningar. År 1910 tilldelades Otto Wallach Nobelpriset i kemi för sitt arbete av alicykliska föreningar och 1912 Davymedaljen för sitt arbete.